# Gaetano Mariani
Gaetano Mariani (Roma, 7 gennaio 1923 – Roma, 30 giugno 1983) è stato un critico letterario italiano.

## Biografia
Compì gli studi liceali al "Visconti" di Roma. Dei suoi insegnanti - e soprattutto del dantista Carlo Grabher - serbò vivo il ricordo. Nel 1941 si iscrisse alla facoltà di lettere dell'Università degli Studi di Firenze, dove fu allievo di Giorgio Pasquali e Giuseppe De Robertis. Due anni dopo dovette cambiare sede di studi, a causa del trasferimento del padre, Gustavo, presso la Banca d'Italia all'Aquila. Si spostò allora all'Università di Roma. All'inizio del 1944, correndo seri rischi, dovette rifugiarsi in un convento romano travestito da prete.
Con il padre - al quale fu molto legato, specialmente dopo la morte prematura del fratello Giorgio - si stabilì nella capitale nel settembre del 1944 e, nel novembre del 1945, conseguì la laurea in lettere, con successiva pubblicazione della tesi sulle Leggi Siccardi che regolamentavano la separazione tra Stato e Chiesa.
La sua intensa attività di docente e studioso iniziò subito dopo la laurea, dapprima nelle scuole secondarie, poi presso la facoltà di magistero dell'Università di Roma come assistente volontario e successivamente ordinario (1951). Nel 1953 sposò Fernanda Luisa Borroni, dalla quale avrebbe avuto tre figli. Fu libero docente, poi incaricato di Letteratura italiana (1954) e, dieci anni dopo, titolare della cattedra di storia della letteratura italiana moderna e contemporanea. Come titolare insegnò all'Università degli Studi di Messina e poi a quella di Roma, facoltà di magistero.
Aveva intanto iniziato, fin dal 1948, la sua lunga e appassionata collaborazione con l'Istituto dell'Enciclopedia Italiana, che sarebbe durato fino alla morte, con compiti di redazione e coordinamento.
Fu insignito di medaglia d'oro quale «benemerito della scuola, della cultura e dell'arte». Fu socio ordinario dell'Istituto nazionale di studi romani e dell'Accademia dell'Arcadia, nonché membro attivo e puntuale di vari istituti, centri di studio e comitati per l'edizione nazionale delle opere di Benedetto Croce, Niccolò Tommaseo, Giovanni Verga. «Questa intensa attività di lavoro aveva un solido punto d'appoggio nella fede cristiana, vissuta con discrezione e intensità».

## Attività critica e metodo di lettura
Gli interessi del critico, pur comprendendo l'analisi di autori di precedenti periodi storici, come ad esempio Luigi Pulci e Vittorio Alfieri, furono essenzialmente focalizzati sulla letteratura italiana dell'Ottocento e del Novecento.
Tra i suoi contributi basta qui ricordare, per l'Ottocento, Storia della Scapigliatura (1967) e Ottocento romantico e verista (1972). Mariani fu anche fondatore e direttore della Biblioteca dell'Ottocento italiano.
Numerosi e puntuali furono i suoi saggi su autori, opere e correnti del Novecento: da Poesia e tecnica della lirica del Novecento (1958) a La giovane narrativa italiana tra documento e poesia (1962); da Preistoria del Futurismo a Il primo Marinetti (entrambi del 1970); da Trilussa, storia di un poeta (1974) a Il lungo viaggio verso la luce. Itinerario poetico di Mario Luzi (1982). Quest'ultimo contributo, quali a sigillo della propria esistenza terrena, riflette peraltro l'itinerario di fede del critico e offre la misura discreta della «castità della prosa critica di Mariani».
Alla sua intensa attività di studioso Mariani affiancò realizzazioni editoriali di un certo respiro, come la collana Sintesi e documenti di letteratura italiana contemporanea, da lui diretta con Giorgio Petrocchi per la Editrice La Scuola, e l'opera in quattro volumi Letteratura italiana contemporanea, ideata e diretta insieme con Mario Petrucciani per l'editore Lucarini (da non confondere con l'omonima rivista, della quale Mariani fu condirettore, ancora con Petrucciani). La cura meticolosa che egli poneva nella ricerca bibliografica mirava, come egli stesso ebbe a precisare, ad agevolare la lettura storica degli autori oggetto di studio.
Accanto alla puntualità della documentazione, non meno attenta fu la cura della collocazione storica, che a sua volta rinviava, pur nella sua interpretazione originale, alla scuola fiorentina del "saper leggere" di Giuseppe De Robertis e agli insegnamenti di Umberto Bosco, anche questi filtrati dalla sua personale sensibilità. In breve, i suoi due pilastri metodologici erano la qualità del testo e il suo contesto storico, «vale a dire la ricostruzione storico-culturale e la natura e la qualità dell'esperienza stilistica dell'autore.»
Tra le altre peculiarità del suo metodo di lettura e d'indagine, si possono menzionare «l'uso largo e appropriato della citazione»; la «capacità di individuare nodi storici e culturali inesplorati e significativi» (con notevoli tracce soprattutto nella Storia della Scapigliatura); nonché il «lavoro di illuminazione di ambienti e di situazioni storiche culminante nei profili degli scrittori, su tutti, forse, Giuseppe Rovani e Igino Ugo Tarchetti.»

## Opere principali
- Il Morgante e i cantari trecenteschi, Firenze, Le Monnier, 1953
- Poesia e tecnica nella lirica del Novecento, Padova, Liviana, 1958
- La giovane narrativa italiana tra documento e poesia, Firenze, Le Monnier, 1962
- Storia della Scapigliatura, Caltanissetta-Roma, Sciascia, 1967
- Preistoria del Futurismo, Roma, La Goliardica, 1970
- Il primo Marinetti, Firenze, Le Monnier, 1970
- Ottocento romantico e verista, Napoli, Giannini editore, 1972
- Trilussa, storia di un poeta, Roma, Bonacci editore, 1974
- La vita sospesa, Napoli, Liguori, 1978
- L'orologio del Pincio. Leonardo Sinisgalli tra certezza e illusione, Roma, Bonacci, 1981
- Il lungo viaggio verso la luce. Itinerario poetico di Mario Luzi, Padova, Liviana, 1982